# Trachyderes maxillosus
Trachyderes maxillosus là một loài bọ cánh cứng trong họ Cerambycidae.